# (17518) Redqueen
(17518) Redqueen ist ein Asteroid des Hauptgürtels, der am 18. Dezember 1992 von den japanischen Astronomen Akira Natori und Takeshi Urata an der JCPM Yakiimo Station (IAU-Code 885) in Shimizu in der Präfektur Shizuoka entdeckt wurde.
Der Asteroid wurde nach der Figur der Roten Königin aus dem Kinderbuch Alice hinter den Spiegeln von Lewis Carroll benannt.